# سيندي شيهان

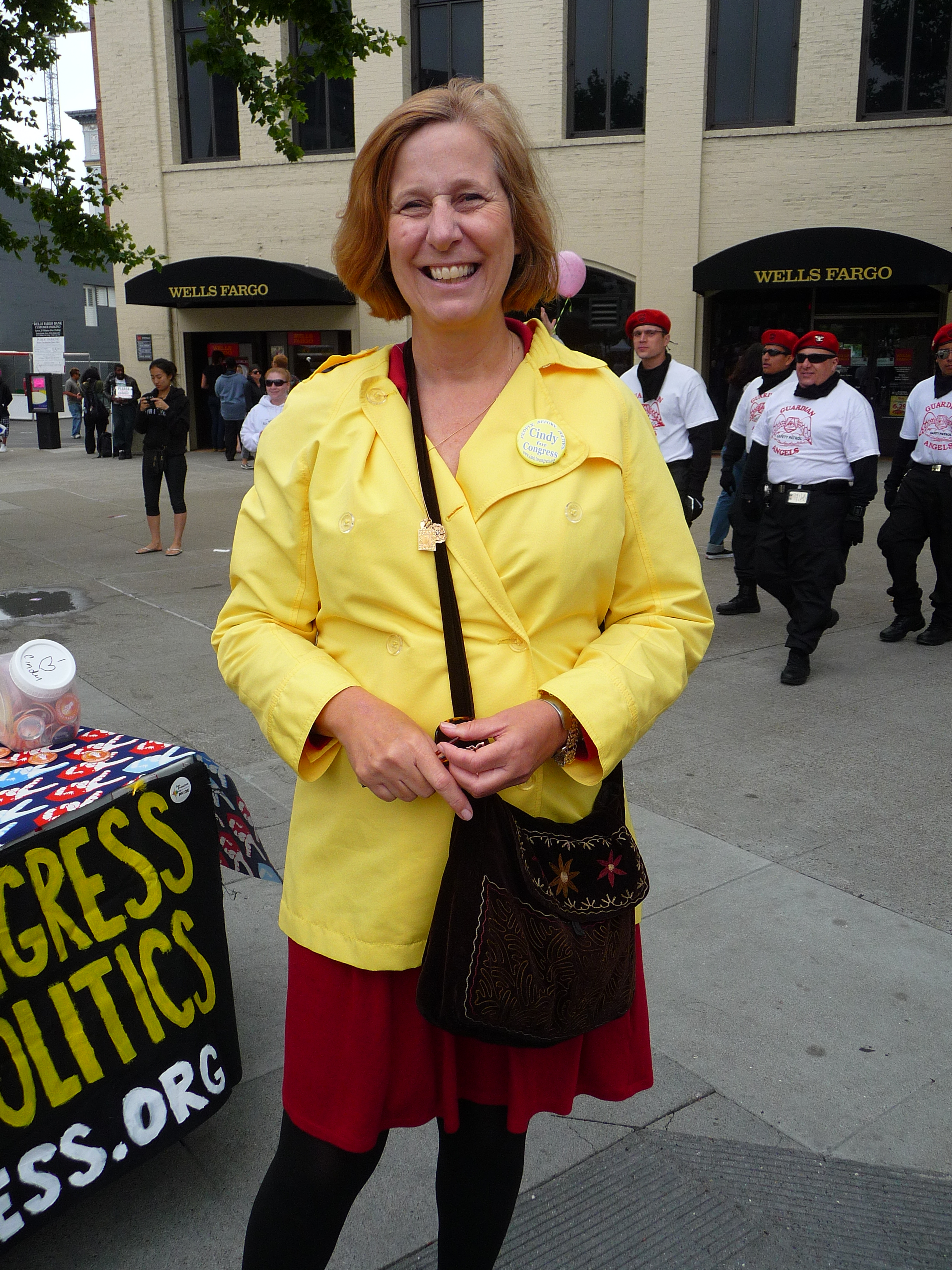
سيندي شيهان

سيندي شيهان (بالإنجليزية: Cindy Sheehan) من مواليد 10 يوليو 1957 وهي والدة كيسي شيهان، أحد الجنود الأمريكيين الذين ماتوا في حرب العراق، وهي من كبار مناهضي الحرب ضد العراق.

## عضويتها
- عضو مؤسس في تجمع «عائلات النجمة الذهبية من أجل السلام»
- عضو مؤسس «بيت كراوفورد للسلام»
- عضو في التحالف الدولي «أوقفوا الحرب»

## فعالياتها في مجال مناهضة الحرب عليالعراقوحقوق الإنسان
- تقابلت شيهان وبعض أسر الجنود مع الرئيس جورج بوش في يونيو 2004 في فورت لويس، علي مقربة من تاكوما، في واشنطن بعد مرور ما يقرب من ثلاثة شهور علي موت ولدها[5]
- في فترة التنصيب الرئاسي في يناير 2005, شدت شيهان الرحال إلي واشنطن لإلقاء خطابها في افتتاح المعرض المتحرك الذي قامت عليه لجنة خدمة الأصدقاء تحت عنوان «العيون مفتحة علي الخسائر البشرية للحرب»، ولقد كانت سيندي شيهان بحق متحدثاً متميزاً عندما حضرت افتتاح المعرض في سان دييجو في مارس 2005 وانتقلت معه لأماكن أخرى. وشاركت سيندي شيهان في معرض سان فرانسيسكو مؤخراً وقالت بعد أن أهدت للمعرض نعل ابنها كيسي «خلف هذا الحذاء أسرة مكسورة الخاطر»[6][7]
- في أوائل أغسطس 2005, ذهبت إلي حديقة الرئيس بوش خارج كراوفورد بتكساس وطلبت موعداً آخر من الرئيس بوش لتشرح له الملابسات وراء موت ولدها، وذلك بعد أن أقامت مخيماً سلمياً أسمته «معسكر كيسي»[8] علي جانب الطريق وحنثت علي مقابلة الرئيس أو البقاء خمسة أسابيع كاملة داخل المخيم، كما وعدت بأنها إن لم تتمكن من مقابلة الرئيس هذه المرة، فإنها ستذهب إلي كراوفورد مع كل زيارة لبوش في المستقبل،.[9][10] وقد قام بعض نواب الكونجرس بزيارة المعسكر للتكلم مع شيهان التي رفضت ذلك قائلة بأنها لن تتكلم إلا مع الرئيس بوش، وقبيل إنهاء وقفتها، صرحت شيهان بأنها تود التعبير عن شكرها العميق حيال حرمانها من لقاء الرئيس بوش فهذا يمكن أن يجهض الدافع الذي حققته حركتها السلمية من شعبية التظاهرات
- قامت شيهان بعمل مخيم بديل في 6 أغسطس 2006 في حفرة على الطريق، تبعد حوالي 3 أميال من مزرعة جورج دبليو بوش في تكساس قرب كراوفورد وأعلنت عن اعتزامها النوم في خيمة حتى تقابل الرئيس وجها لوجه
- بدأت سيندي شيهان احتجاجها هذا في اليوم الذي أعلن فيه الرئيس عن 5 أسابيع إجازة. وبعد عدة أيام بدأت وسائل الإعلام تشير إلى معسكرها على أنه معسكر كامب كاسي.[11] وفي كثير من الأيام كان يزور معسكرها حوالي 1500 مؤيد من بينهم نواب في الكونغرس وممثلين ومطربين ونشطاء في مجال حقوق الإنسان
- في سبتمبر 2005, نظمت جماعة عائلات النجمة الذهبية من أجل السلام، و (محاربون قدماء ضد الحرب) و (عائلات الجنود يناشدون) جماعة باسم «أعيدوهم إلى الوطن»
- لقد كان ذلك بمثابة احتجاج واسع ضد الحرب على العراق حيث بدأ من كروفورد في تكساس وقطع مسافة بين ثلاثة طرق عبر البلاد حيث كان ينضم لها مؤيدون آخرون في الطريق حتى تجمعوا في واشنطون في سبتمبر 2005, وكانت شيهان هي المتحدث في كل هذه التجمعات حيث كانت تحثهم علي مواصلة مسيرتهم
- التقت بالسيناتور جون ماكين واعتبرت شيهان هذه المقابلة بأنها محبطة لأنها اكتشفت أنه داع إلى الحرب، كما احتجت على موقف هيلاري كلينتون ضد الحرب
- تقابلت مع نانسي بيلوسي رئيسة مجلس النواب الأميركي أكثر من مرة علي اعتبار عضويتها السابقة في الحزب الديموقراطي
- في 2005, سافرت سيندي شيهان إلي بريطانيا بدعوة من تحالف «أوقفوا الحرب» حيث ألقت في هناك خطاباً أمام المؤتمر الدولي للسلام
- قامت شيهان في 24 يناير 2006 بالسفر إلى فنزويلا تحت رعاية وزير خارجية فنزويلا، وبمشاركة أكثر من 10 آلاف شخص من المناهضين للعولمة في فنزويلا في المنتدى الاجتماعي الدولي في كاراكاس الذي حضره الرئيس الفنزويلي هوجو شافيز
- شاركت أيضا مع سوزان سارندون في احتجاج تم تنظيمه في عيد الأم أمام البيت الأبيض ووصفت سيندي شيهان مشاعرها وهي تقضي عيد الأم بدون ولدها
- تحدثت سيندي شيهان في يوم 26 مايو 2006 في تجمع في ملبورن في أستراليا، حيث تم عمل هذا التجمع أمام مكاتب الحزب الليبرالي الفيكتوري دعما لإطلاق سراح دافيد هيكس
- أدلت شيهان بتصريح في سبرينج فيلد في فيرمونت، 4 مارس 2007 أمام الكنيسة الموحدية العالمية حول ضرورة مقاضاة بوش وإتهامه بالفساد وإنهاء الحرب
- شاركت سيندي شيهان في العاشر من ديسمبر في منتدى لمناهضة الفساد في جامعة فوردهام مع السيدة كارولين هو والدة إهرن واتادا وهو أول ضابط مفوض يرفض الذهاب إلى العراق
- زارت العديد من الدول لإقامة فعاليات مناهضة للحرب، من بينها إنجلترا وبلجيكا والنمسا وأستراليا
- أطلقت عليها وسائل الإعلام الأمريكية أنها «أم السلام»

## سيندي شيهان والمحاكمات العسكرية للإخوان المسلمين
زارت سيندي شيهان مصر في عام 2008 لإبداء تضامنها مع قيادات الإخوان المحالين للمحكمة العسكرية، عملت أجهزة أمنية في مصر علي التضييق علي أنشطتها في مصر، وأحدثت زيارتها ضجة إعلامية وحدثاً بارزاً في الدوائر السياسية المصرية
ً

## وصلات خارجية
- إخوان ويب - الموقع الرسمي للإخوان المسلمين باللغة الإنجليزية
- مدونة انسي
- إخوان أون لاين - الموقع الرسمي لجماعة الإخوان المسلمين باللغة العربية